# Mimetica subintegra
Mimetica subintegra är en insektsart som beskrevs av Henri Saussure och Francois Jules Pictet de la Rive 1898. Mimetica subintegra ingår i släktet Mimetica och familjen vårtbitare. Inga underarter finns listade i Catalogue of Life.